# Es Muà
Es Muà és un jaciment arqueològic situat al Municipi de Muro (Mallorca). S'hi accedeix a través del camí des moians i s'ubica repartir a les darreres tanques de la via. Al jaciment a penes es diferencien estructures, estant definit tan sols per un grapat de fileres de pedra amagades baix clapers i la relativament abundant ceràmica superficial. A la zona també hi ha una síquia de conreu.